# Комишуваська селищна рада (Попаснянський район)
| Комишуваська селищна рада — орган місцевого самоврядування у Попаснянському районі Луганської області з адміністративним центром у смт Комишуваха. Історична дата утворення: в 1960 році. Водоймища на території, підпорядкованій даній раді: річка Комишівка. Селищній раді підпорядковані населені пункти: - смт Комишуваха - с. Вискрива - с. Вікторівка - с-ще Глинокар'єр - с-ще Дружба - с-ще Ниркове - с. Олександропілля |

## Склад ради
Рада складається з 22 депутатів та голови.

### Керівний склад ради
| ПІБ                         | Основні відомості                                                        | Дата обрання | Дата звільнення |
| --------------------------- | ------------------------------------------------------------------------ | ------------ | --------------- |
| Горбенко Юрій Анатолійович  | Селищний голова, 1956 року народження, освіта, член Партії регіонів      | 26.03.2006   | 23.06.2010      |
| Ткаченко Віталій Леонідович | Селищний голова, 1972 року народження, освіта вища, член Партії регіонів | 31.10.2010   |                 |

Примітка: таблиця складена за даними джерела